# A30 (Groot-Brittannië)
De A30 of Great South West Road (Grote Zuidwestweg) is een weg in het Verenigd Koninkrijk die Londen met Land's End, het uiterste punt van Cornwall, verbindt. De weg is 457 kilometer lang.
Een groot deel van de functie als hoofdroute is inmiddels overgenomen door de parallel liggende wegen M3 en A303. De delen die nog wel als hoofdroute fungeren zijn grotendeels uitgebouwd tot expresweg. Deze delen liggen in Devon en Cornwall.

## Hoofdbestemmingen
De volgende hoofdbestemmingen (primary destinations) liggen aan de A30:
- Londen
- Staines
- Basingstoke
- Salisbury
- Yeovil
- Honiton
- Exeter
- Okehampton
- Launceston
- Bodmin
- Redruth
- Penzance